# Domingo Alberto Tarasconi
Domingo Alberto Tarasconi (Buenos Aires, 20 de desembre de 1903 - 3 de juliol de 1991) fou un futbolista argentí dels anys 20.
Format al club Atlanta, la majoria de la seva carrera transcorregué a Boca Juniors, on guanyà 10 campionats argentins. Amb 193 gols a Boca és el quart jugador amb més gols a la història del club per darrere de Francisco Varallo, Roberto Cherro i Martín Palermo. Fou quatre cops màxim golejador del campionat argentí de futbol.
En abandonar Boca el 1932 jugà breument per Newell's Old Boys, General San Martín i Argentinos Juniors.
Amb la selecció argentina guanyà 3 Copes Amèrica. Disputà 24 partits i marcà 18 gols. Guanyà la medalla d'argent als Jocs Olímpics de 1928. Fou el màxim golejador del torneig.

## Palmarès
- Campionat argentí de futbol: 
  - 1923, 1924, 1926, 1930, 1931
- Copa Amèrica de futbol: 
  - 1925, 1927, 1929
- Copa Honor: 
  - 1920
- Copa Ibaguren: 
  - 1924, 1925
- Copa Competencia: 
  - 1925
- Copa Estimulo: 
  - 1926
- Màxim golejador del campionat argentí de futbol:
  - 1922, 1923, 1924, 1927